# Ёкота, Мэгуми
Ёкота Мэгуми (яп. 横田めぐみ; 15 октября 1964 — ?) — японская девочка, похищенная КНДР 15 ноября 1977 года в городе Ниигата. Входит в число граждан Японии, похищенных спецслужбами Северной Кореи в конце 1970-х — начале 1980-х годов. Большой интерес к поискам девочки впоследствии проявлял президент США Дональд Трамп.

## Биография
В январе 1997 года информация о похищении Ёкоты была раскрыта её родителями по телефону.
В 2002 году Северная Корея признала факт похищения японцев, включая Ёкоту, однако власти КНДР заявили, что она совершила самоубийство 13 марта 1994 года (изначально власти КНДР утверждали, что это произошло в 1993 году, но позже изменили дату на 1994), и возвратили то, что было объявлено её останками. Япония сообщила, что тест ДНК доказал, что они не являются подлинными. Семья Мэгуми не верит, что она покончила с собой. Предполагается, что Мэгуми похитил Син Гвансу, сотрудник северокорейских спецслужб.
В 1986 году Мэгуми вышла замуж за южнокорейца Ким Ённама (кор. 김영남?, 金英男?), вероятно, также похищенного. В 1987 году у них родилась дочь Ким Хэгён (кор. 김혜경, позже выяснилось, что её настоящее имя — Ким Ынгён, кор. 김은경). В июне 2006 года Ким Ённаму, женившемуся вторично, разрешили встретиться с семьёй, приехавшей из Южной Кореи. Он подтвердил, что Ёкота покончила с собой в 1994 году из-за психического заболевания. Также он утверждал, что переданные в 2004 году останки — подлинные. Однако эти комментарии подверглись критике; некоторые японцы полагают, что Мэгуми всё ещё жива.
В июне 2012 года Чхве Сон Рён сказал, что он получил северокорейские документы, свидетельствующие, что Ёкота умерла от «депрессии» 14 декабря 2004 года.
О судьбе девочки было снято несколько фильмов. На сайте посольства Японии доступно для скачивания аниме на русском, английском, японском, корейском, китайском и др. языках о судьбе Ёкоты Мэгуми.